# Liste der Naturdenkmale in Leisel
Die Liste der Naturdenkmale in Leisel nennt die im Gemeindegebiet von Leisel ausgewiesenen Naturdenkmale (Stand 15. Juli 2013).

## Naturdenkmale
| Nr.         | Bezeichnung                        | Lage                                                     | Beschreibung                                            | Bild                                    |
| ----------- | ---------------------------------- | -------------------------------------------------------- | ------------------------------------------------------- | --------------------------------------- |
| ND-7134-408 | Zwei alte Linden                   | westlich des Ortes an der Pfarrkirche Heiligenbösch Lage | Tilia sp., zwei Bäume; um 1630 gepflanzt, ca. 22 m hoch | Fotos hochladen                         |
| ND-7134-409 | Schafseiche                        | westlich des Ortes; Flur In Selsfeld Lage                | Quercus sp.                                             | Direkt Bild zu diesem Denkmal hochladen |
| ND-7134-459 | Bergulme am Friedhof Heiligenbösch | westlich des Ortes auf dem Friedhof Heiligenbösch Lage   | Ulmus glabra; um 1830 gepflanzt                         | Direkt Bild zu diesem Denkmal hochladen |